# Oxypetalum brachystephanum
Oxypetalum brachystephanum là một loài thực vật có hoa trong họ La bố ma. Loài này được (Malme) Malme mô tả khoa học đầu tiên năm 1904.